# Wiesner
Wiesner:
- Emma Wiesner
- Gustaf Samuel Gottfried Wiesner
- Julius Wiesner
- Maria Charlotte Michelle Wiesner